# 王牌大賤諜3
是一部2002年的美國間諜動作喜劇電影，由傑·洛奇執導，本片是整個電影系列的第三部作品。主演是麥克·邁爾斯，飾演Austin Powers，他與麥可·麥庫勒斯共同編劇。麥克·邁爾斯也飾演邪惡博士、Goldmember和Fat Bastard。碧昂絲在本片首次演出，其他演員有羅拔·韋納、賽斯·葛林、麥可·約克、威勒·特耶、米高·堅、明迪·斯特林和弗萊德·薩維奇。本片有大量友情客串，包括史提芬·史匹堡、奇雲·史柏西、布蘭妮·斯皮爾斯、昆西·瓊斯、湯·告魯斯、丹尼·德維托、凱蒂·庫瑞克、桂莉芙·柏德露、尊·特拉華達、納坦·朗和The Osbournes。

## 演員
- 麥克·邁爾斯 飾 Austin Powers（英语：Austin Powers (character)）
  - 亞倫·希梅爾斯坦（英语：Aaron Himelstein） 飾 年輕的Austin Powers

邁爾斯在本片中的其他角色包括：
- 邪惡博士
  - 喬許·祖克曼 飾 年輕的邪惡博士

- Fat Bastard
- Goldmember

- 碧昂絲·諾利斯 飾 Foxxy Cleopatra
- 麥可·約克 飾 Basil Exposition
  - Eddie Adams 飾 年輕的Basil Exposition
- 米高·堅 飾 Nigel Powers（英语：Nigel Powers）
  - 斯科特·奧克曼（英语：Scott Aukerman） 飾 年輕的Nigel Powers
- 羅拔·韋納 飾 Number 2（英语：Number 2 (Austin Powers)）
  - 羅伯·勞 飾 中年的Number 2
  - 埃文·法瑪爾（英语：Evan Farmer） 飾 年輕的Number 2
- 賽斯·葛林 飾 Scott Evil（英语：Scott Evil）
- 威勒·特耶 飾 Mini-Me（英语：Mini-Me）
- 明迪·斯特林（英语：Mindy Sterling） 飾 Frau Farbissina（英语：Frau Farbissina）
- 弗萊德·薩維奇 飾 Number Three / Mole
- 湯姆·克魯斯 飾 片頭的Austin Powers
- 葛妮絲·派特洛 飾 Dixie Normous
- 凱文·史貝西 飾 片頭的邪惡博士
- 丹尼·德維托 飾 片頭的Mini me
- 史蒂芬·史匹柏 飾 自己
- 昆西·瓊斯 飾 自己
- 布蘭妮·斯皮爾斯 飾 自己
- 約翰·屈伏塔 飾 片尾的Goldmember

## 製作
本片的主體拍攝於2002年3月結束。

## 外部連結
- 互联网电影数据库（IMDb）上《王牌大賤諜3：夠MAN吧》的资料（英文）
- 爛番茄上《王牌大賤諜3：夠MAN吧》的資料（英文）
- AllMovie上《王牌大賤諜3：夠MAN吧》的资料（英文）
- 豆瓣电影上《王牌大賤諜3：夠MAN吧》的資料 （简体中文）
- Metacritic上《王牌大賤諜3：夠MAN吧》的資料（英文）
- Box Office Mojo上《王牌大賤諜3：夠MAN吧》的資料（英文）